# Chráněná krajinná oblast Východné Karpaty
Chráněná krajinná oblast Východné Karpaty je chráněná krajinná oblast na severovýchodním Slovensku v Prešovském kraji v Karpatech. Zabírá území podél státní hranice s Polskem. Oblast byla vyhlášena v roce 1977, původně měla rozlohu 968,1 km² až do roku 1997, potom byl v její východní části vyhlášen Národní park Poloniny, čímž se chráněná krajinná oblast zmenšila na 253,07 km².
Hraniční pásmo chráněné krajinné oblasti na západě tvoří obec Šarbov, levá strana Hrišova potoka až 500 m pod Medvedie, směrem na kótu 526,6 m, Za bučkami na Krajní Bystrou, kótu 539,0 na Krajní Poľanu, pravobřežní část potoka Bodružalík až po mokřad Košariska, kótu 627,6 Stavenec, směrem na obec Driečnou, kótu 560,1 m Lesíky, Čertižné, kótu 561,9 Kýčera pri Čertižnom a 540,3 Kýčera pri Medzilaborciach, na východě obce Ňagov, Čabalovce, Svetlice a severně obce Vyšná Jablonka, východně obce Parihuzovce, východní obce Pčoliné, Stakčín, severně Remetské Hámre, směrem na státní hranici s Ukrajinou.
Chráněné území představuje zachované geobiocenózy na rozhraní dvou horských systémů (Západních a Východních Karpat), charakterizované typickým flyšovým, převážně vrchovinným reliéf.

## Flora
Vegetaci reprezentují zejména lesní porosty s přirozenou skladbou dřevin, místy pralesovitého charakteru. Z dřevin převládá buk lesní, s různým výskytem autochtonní jedle bělokoré, javor, lípa, jilm horský, jasan, habr, borovice lesní, modřín opadavý, dub zimní, uměle je vysazen smrk ztepilý.
V bylinných společenstvech se prolínají druhy Východních a Západních Karpat a současně se vyskytují typické horské druhy karpatských bučin a vrcholových luk s nížinnými teplomilnými druhy, které sem zasahují z jižních oblastí. Z významných druhů Východních Karpat se vyskytuje ladoňka dvoulistá východní (Scilla bifolia ssp. subtriphylla), razilka smrdutá (Aposeris foetida), čemeřice nachová (Helleborus purpurascens), kostival srdčitý (Symphytum cordatum), kolotočník ozdobný (Telekia speciosa), pryšec Sojákův (Euphorbia austriaca ssp. sojakii), zvonek rozkladitý jedlový (Campanula patula ssp. abietina), kosatec trávolistý (Iris graminea ssp. pseudocyperus), pryskyřník karpatský (Ranunculus carpaticus), oměj latnatý (Aconitum paniculatum), silenka pochybná (Silene dubia), violka dácká (Viola declinata).
Z vápnomilných druhů je významný jelení jazyk celolistý (Phyllitis scolopendrium), pcháč lepkavý (Cirsium erisithales), zvonečník hlavatý (Phyteuma orbiculare). Z horských druhů se vyskytuje jestřábník oranžový (Hieracium aurantiacum), papratka horská (Athyrium distentifolium), žebrovice různolistá (Blechnum spicant), čípek objímavý (Streptopus amplexifolius), kostřava horská (Festuca drymeia) a jiné.

## Fauna
K významným charakteristickým druhům fauny obratlovců chráněné krajinné oblasti patří čolek karpatský (Triturus montandoni), mlok skvrnitý (Salamandra salamandra), ještěrka živorodá (Lacerta vivipara) a další. Ptáky reprezentují čáp černý (Ciconia nigra), ořešník kropenatý (Nucifraga caryocatactes), datel černý (Dryocopus martius), orel skalní (Aquila chrysaetos), orel křiklavý (Aquila pomarina), luňák hnědý (Milvus migrans), luňák červený (Milvus milvus), káně lesní (Buteo buteo), puštík bělavý (Strix uralensis).
Z význačných druhů savců zde žije vydra říční (Lutra lutra), norek evropský (Plutorius lutreola), kočka divoká (Felis silvestris), rys ostrovid (Lynx lynx), vlk (Canis lupus), medvěd hnědý (Ursus arctos). Ve slovensko-polském pohraničním území se objevují ojedinělé exempláře zubra evropského (Bison bonasus).

## Maloplošná zvláště chráněná území
V chráněné krajinné oblasti se nachází následující maloplošná zvláště chráněná území:
Národní přírodní rezervace
- Komárnická jedlina
- Palotská jedlina

Přírodní rezervace
- Beskyd
- Dranec
- Haburské rašelinisko
- Hostovické lúky
- Rydošová
- Čertižnianske lúky